# Richarlison
Richarlison de Andrade (* 10. května 1997 Nova Venécia), známý jako Richarlison, je brazilský profesionální fotbalista, který hraje na pozici útočníka v anglickém klubu Tottenham Hotspur FC a v brazilském národním týmu.
Svou profesionální kariéru zahájil v roce 2015 v brazilském týmu América Mineiro, kde pomohl týmu k postupu do Série A a poté přestoupil do Fluminense. Zde odehrál celkem 67 zápasů a vstřelil 19 gólů v jeho dvou sezónách v klubu. Poté přestoupil do anglického Watfordu a o rok později do Everton.
Na reprezentační úrovni debutoval Richarlison v Brazílii v roce 2018 a byl členem týmu, který vyhrál Copu América 2019.

## Klubová kariéra

### América Mineiro
Richarlison de Andrade se narodil 10. května 1997 v Nové Venécii. V prosinci 2014 se stal členem mládeže brazilského týmu América Mineiro. V červnu 2015 byl předělen do A-týmu manažerem Givanildem Oliveirou.
Richarlison debutoval 4. července 2015 při domácím vítězství 3:1 proti týmu Mogi Mirim. Poté, co vytřídal Cristiana, vstřelil poslední gól zápasu. O sedmnáct dní později prodloužil svoji smlouvu do roku 2018.
Dne 21. listopadu 2015, když si América zajistila postup do Série A díky domácí remíze 1:1 proti Ceará, byl Richarlison na konci zápasu vyloučen za faul na Charlese.

### Fluminense
Dne 29. prosince 2015 přestoupil Richarlison do prvoligového Fluminense; v klubu podepsal pětiletou smlouvu. Debutoval 13. května 2016 v odvetném zápase druhého kola Copa do Brasil a přispěl ke všem gólům svého týmu při remíze 3:3 proti klubu Ferroviaria.
V lize debutoval o dva dny později při výhře 1:0 proti svému bývalému klubu Américe Mineiro. Svůj první gól v lize vstřelil 26. června; jednalo se o vítězný gól v utkání proti Flamengu.
V roce 2017 se Richarlison zúčastnil své první kontinentální soutěže, a to Copy Sudamericana. V soutěži odehrál čtyři zápasy a skóroval v zápasech proti uruguayskému Liverpoolu a ekvádorskému Universidad Católica.

### Watford

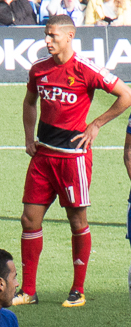
Richarlison hrající za Watford (2017)

Richarlison přestoupil do anglického prvoligového klubu Watford FC za 11,2 milionu liber 8. srpna 2017, podepsal zde smlouvu na pět let . V klubu debutoval při remíze 3:3 proti Liverpoolu v prvním kole Premier League 2017/18. Ve svém dalším zápase, 19. srpna proti AFC Bournemouth, vstřelil svůj první gól v klubu při výhře 2:0. Byl jediným hráčem Watfordu, který odehrál všechny ligové zápasy v sezóně, v jejímž průběhu vstřelil pět branek.

### Everton
Dne 24. července 2018 přestoupil Richarlison do Evertonu za poplatek ve výši 35-50 milionů liber, kde se znovu setkal s bývalým manažerem Watfordu Marcem Silvou. Ve svém soutěžním debutu 11. srpna skóroval dvakrát při remíze 2:2 ve Wolverhamptonu Wanderers. O dva týdny později byl vyloučen v prvním poločase zápasu proti Bournemouthu po střetu s Adamem Smithem.
Kvůli špatné formě evertonských útočníků nastoupil Richarlison 6. října do utkáí proti Leicesteru City a v 7. minutě skóroval při venkovní výhře 2:1. O čtyři týdny později skóroval dvakrát při vítězství 3:1 nad Brightonem. Richarlison dokončil sezónu jako nejlepší střelec Evertonu spolu s Gylfi Sigurðssonem, když vstřelil 13 góleů v Premier League a další branku přidal v FA Cupu.
Richarlison pokračoval ve své skvělé formě i v následující sezóně, když se opět stal nejlepším klubovým střelcem, tentokrát spolu s Dominicem Calvertem-Lewinem. Oba hráči vstřelili 15 branek ve všech soutěžích.
Dne 3. prosince 2019 podepsal Richarlison novou pětiletou smlouvu. V Merseyside Derby dne 17. října 2020 byl Richarlison vyloučen v posledních minutách utkání za faul na Thiaga, který španělského záložníka vyřadil ze hry na téměř tři měsíce. 20. února 2021 vstřelil první gól při výhře 2:0 nad Liverpoolem na Anfieldu, jednalo se o první venkovní vítězství Evertonu nad svými rivaly od září 1999.

## Reprezentační kariéra

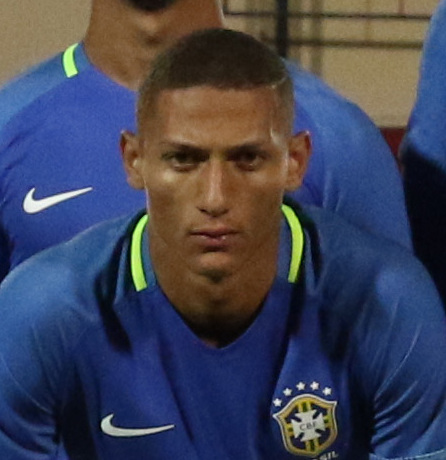
Richarlison v drese Brazilské reprezentace (2017)

Richarlison byl nominován do brazilského týmu do 20 let na Mistrovství Jižní Ameriky 2017. Na turnaji odehrál osm utkání a vstřelil dva góly.
Dne 27. srpna 2018 byl poprvé povolán do seniorské reprezentace trenérem Titeem na přátelské utkání proti USA a Salvadoru, jako náhradník za zraněného Pedra. Debutoval proti Američanům 7. září na stadionu MetLife v New Jersey, kde v 75. minutě vystřídal Roberta Firmina při výhře 2:0, a o čtyři dny později, ve svém druhém zápase, vstřelil své první reprezentační góly; dvakrát se prosadil při výhře 5:0 nad Salvadorem.
V květnu 2019 byl zařazen do 23členného brazilského výběru hráčů na Copu América, která se konala v Brazílii. 7. července, ve finále proti Peru na stadionu Maracanã, vystřídal Richarlison ve druhém poločase Firmina a proměnénou penaltou zvýšil na konečných 3:1.
Představil se na Mistrovství světa konané v listopadu a prosinci roku 2022 v Kataru. Navzdory říjnovému zranění jej trenér Tite zahrnul do nominace, v níž byla řada dalších ofenzivních hvězd. Brazílie, jeden z favoritů, v úvodním zápase dne 24. listopadu vyzvala Srbsko a Richarlison byl na trávníku od počátečního hvizdu. Na pravém křídle terorizoval soupeřovu obranu a ve druhé půli vstřelil oba góly vzájemného duelu. Po hodině hry dorazil míč do sítě po odražené střele Viníciuse a o deset minut později vstřelil jeden z nejhezčích gólů turnaje, když míč ve vzduchu akrobaticky trefil tzv. nůžkami. FIFA jej zvolila hráčem zápasu.

## Personal life

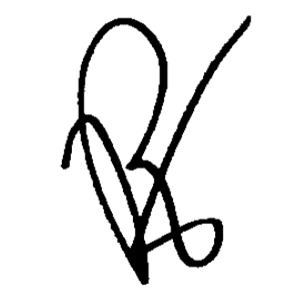
Richarlisonův podpis

Dne 9. srpna 2015 podepsal Richarlison tříletou sponzorskou smlouvu s americkou firmou Nike.

## Statistiky

### Klubové
K 20. březnu 2021
| Klub            | Sezóna  | Liga           | Liga   | Liga | Národní pohár | Národní pohár | Ligový pohár | Ligový pohár | Kontinentální poháry | Kontinentální poháry | Ostatní | Ostatní | Celkem | Celkem |
| Klub            | Sezóna  | Liga           | Zápasy | Góly | Zápasy        | Góly          | Zápasy       | Góly         | Zápasy               | Góly                 | Zápasy  | Góly    | Zápasy | Góly   |
| --------------- | ------- | -------------- | ------ | ---- | ------------- | ------------- | ------------ | ------------ | -------------------- | -------------------- | ------- | ------- | ------ | ------ |
| América Mineiro | 2015    | Série B        | 24     | 9    | —             | —             | —            | —            | —                    | —                    | —       | —       | 24     | 9      |
| Fluminense      | 2016    | Série A        | 28     | 4    | 3             | 0             | —            | —            | —                    | —                    | 0       | 0       | 31     | 4      |
| Fluminense      | 2017    | Série A        | 14     | 5    | 6             | 0             | —            | —            | 4                    | 2                    | 12      | 8       | 36     | 15     |
| Fluminense      | Celkem  | Celkem         | 42     | 9    | 9             | 0             | —            | —            | 4                    | 2                    | 12      | 8       | 67     | 19     |
| Watford         | 2017/18 | Premier League | 38     | 5    | 2             | 0             | 1            | 0            | —                    | —                    | —       | —       | 41     | 5      |
| Everton         | 2018/19 | Premier League | 35     | 13   | 2             | 1             | 1            | 0            | —                    | —                    | —       | —       | 38     | 14     |
| Everton         | 2019/20 | Premier League | 36     | 13   | 1             | 0             | 4            | 2            | —                    | —                    | —       | —       | 41     | 15     |
| Everton         | 2020/21 | Premier League | 24     | 6    | 3             | 3             | 3            | 3            | —                    | —                    | —       | —       | 30     | 12     |
| Everton         | Celkem  | Celkem         | 95     | 32   | 6             | 4             | 8            | 5            | —                    | —                    | —       | —       | 109    | 41     |
| Celkem          | Celkem  | Celkem         | 200    | 55   | 17            | 4             | 9            | 5            | 4                    | 2                    | 12      | 8       | 241    | 74     |

### Reprezentační
K zápasu odehranému 17. listopadu 2020
| Brazílie | Brazílie | Brazílie |
| Rok      | Zápasy   | Góly     |
| -------- | -------- | -------- |
| 2018     | 6        | 3        |
| 2019     | 13       | 3        |
| 2020     | 4        | 2        |
| Celkem   | 23       | 8        |

### Reprezentační góly
K zápasu odehranému 17. listopadu 2020. Skóre a výsledky Brazílie jsou vždy zapisovány jako první.
| Gól | Datum              | Místo                                               | Zápas | Soupeř   | Skóre | Výsledek | Soutěž                                |
| --- | ------------------ | --------------------------------------------------- | ----- | -------- | ----- | -------- | ------------------------------------- |
| 1.  | 11. září 2018      | FedExField, Washington, D.C., USA                   | 2.    | Salvador | 2:0   | 5:0      | Přátelský zápas                       |
| 2.  | 11. září 2018      | FedExField, Washington, D.C., USA                   | 2.    | Salvador | 4:0   | 5:0      | Přátelský zápas                       |
| 3.  | 20. listopadu 2018 | Stadium MK, Milton Keynes, Anglie                   | 6.    | Kamerun  | 1:0   | 1:0      | Přátelský zápas                       |
| 4.  | 5. června 2019     | Estádio Nacional Mané Garrincha, Brasília, Brazílie | 9.    | Katar    | 1:0   | 2:0      | Přátelský zápas                       |
| 5.  | 9. června 2019     | Estádio Beira-Rio, Porto Alegre, Brazílie           | 10.   | Honduras | 7:0   | 7:0      | Přátelský zápas                       |
| 6.  | 7. července 2019   | Estádio do Maracanã, Rio de Janeiro, Brazílie       | 13.   | Peru     | 3:1   | 3:1      | Copa América 2019                     |
| 7.  | 13. října 2020     | Národní stadion, Lima, Peru                         | 21.   | Peru     | 2:2   | 4:2      | Kvalifikace na Mistrovství světa 2022 |
| 8.  | 17. listopadu 2020 | Estadio Centenario, Montevideo, Uruguay             | 23.   | Uruguay  | 2:0   | 2:0      | Kvalifikace na Mistrovství světa 2022 |

## Ocenění

### Klubové

#### Tottenham FC
- Evropská liga UEFA: 2024/25[36]

### Reprezentační

#### Brazílie
- Olympijské hry:  2020
- Copa América: 2019[37]